# Pulvinaria sericea
Pulvinaria sericea är en insektsart som först beskrevs av Antoine François, comte de Fourcroy 1785.  Pulvinaria sericea ingår i släktet Pulvinaria och familjen skålsköldlöss.
Artens utbredningsområde är Frankrike. Inga underarter finns listade i Catalogue of Life.